# Nu dans le bain
Nu dans le bain (ou Nu dans la baignoire) est un tableau de l'artiste français Pierre Bonnard réalisé en 1936 avec Marthe Bonnard comme modèle. Cette peinture à l'huile est conservée au musée d'Art moderne de Paris, à Paris.

## Description
Le corps de Marthe Bonnard devient une ombre mauve dans l'eau et semble s'y dissoudre. Les murs baignent dans la lumière de la fenêtre et deviennent bleus et jaunes. Les carreaux au sol semblent également bleus. Deux ensembles blancs, le blanc de la baignoire et le coin d'un tapis de bain, coupent ces couleurs, ainsi que l'ombre rouge des pieds de la baignoire. L'ensemble semble n'être que reflets et scintillements. « Dans la lumière du Midi », explique Pierre Bonnard, « tout s'éclaire et la peinture est en pleine vibration. Portez votre tableau à Paris, les bleus deviennent gris »,,.

## Histoire du tableau
Pierre Bonnard a peint une série de tableaux sur son épouse, Marthe Bonnard, faisant sa toilette. Ce tableau est peint en 1936 et acheté la même année au peintre par Raymond Escholier au profit du Petit Palais, qui est de fait à l'époque le musée des Beaux-Arts de la Ville de Paris. Il est transféré ultérieurement au musée d'Art moderne de Paris, en 1961, pour l'ouverture de ce nouveau musée de la Ville de Paris.